# Karma
Según las religiones dhármicas, el karma (en sánscrito: कर्म) es una energía 
o ley cósmica trascendente (invisible e inmensurable) que se genera a partir de los actos de las personas. También conocido como un espíritu de justicia y/o equilibrio.
Es una creencia central en la doctrina del hinduismo, el budismo, el jainismo, el ayyavazhi y el espiritismo.
Aunque estas doctrinas expresan diferencias en el significado mismo de la palabra karma, tienen una base común de interpretación. Generalmente, el karma se interpreta como una «ley» cósmica de retribución, o de causa y efecto. Se refiere al concepto de «acción» entendido como aquello que causa el comienzo del ciclo de causa y efecto. Según el karma, cada una de las sucesivas reencarnaciones quedaría condicionada por los actos realizados en vidas anteriores. Siendo el sentido de la vida, el poder aprender y progresar a través de las diferentes vidas que el alma (atman) transite (a consecuencia del Karma) hasta poder finalmente lograr reconocer y sentir la verdadera naturaleza de la existencia (la realidad última).
El karma, principalmente en el occidente, a menudo se malinterpreta como destino, fatalidad o predeterminación; sin embargo estos conceptos tienen una terminología específica en sánscrito conocida como Prarabdha.
El karma explica los dramas humanos como la reacción a las acciones buenas o malas realizadas en el pasado más o menos inmediato. Según el hinduismo más religioso, la reacción correspondiente es generada  por el dios Iama; sin embargo a nivel de las filosofías hindúes, así como en el budismo y el jainismo ―donde en estos últimos no existe ningún dios controlador― esa reacción es generada como una ley de la naturaleza (como la gravedad, que no tiene ninguna deidad que la controle).
En las creencias indias, los efectos del karma de todos los hechos son vistos como experiencias activamente cambiantes en el pasado, presente y futuro.
Según esta doctrina, las personas tienen la libertad para elegir entre hacer el bien y el mal, pero tienen que asumir las consecuencias derivadas.

## Etimología
Proviene de la raíz kri: ‘hacer’ (según el Unadi-sutra 4.144).
Es errónea la etimología karaṇa: ‘causa’ y manas: ‘mente’, en boga en Occidente. Se hizo originar a partir de la palabra inexistente kar-maṇ, inventada a partir de la palabra sánscrita karman (declinación de karma). La letra n final de karman (que no es una ṇ) indica que se trata de un sustantivo neutro.
Para analizar las raíces de la palabra karma se debe utilizar solo el término básico karma (no su declinación karman ni el inventado kar-maṇ).
En pali se dice kamma y en birmano kan.

## Características del Karma

### Karma: no implica solamente las acciones físicas
Tanto para el hinduismo como para el budismo, el karma no implica solamente las acciones físicas, sino que habría tres factores que generan reacciones como:
- los actos
- las palabras
- los pensamientos.

Tanto el budismo como el hinduismo creen que mediante la práctica de esas respectivas religiones, las personas pueden escapar del condicionamiento del karma y así liberarse de los cuatro sufrimientos (que se enumeran igual en ambas religiones):
1. nacimiento
2. enfermedad
3. vejez
4. muerte.

### La causa del Karma
El concepto karma no solo tiene una dimensión moral sino también una dimensión existencial. En este sentido, el karma se produce cuando el sujeto que ejecuta una acción no reconoce la verdadera naturaleza de la realidad, y por ello  no se reconoce como parte de la causa que origina los efectos que esa misma acción produce, sobre todo cuando dichos efectos le son adversos. Este no reconocimiento también ocasiona la exacerbación de los efectos nocivos, porque los movimientos que hace el sujeto para solucionar el problema solo lo agravan. Ejemplo: el caso de un sujeto que al no saber nadar, y por el instinto de querer sobrevivir, en su desesperación y con sus movimientos bruscos empeora su situación. No se da cuenta de que lo que le hace hundirse cada vez más es su propia reacción.
Respecto a la causa metafísica de la existencia del Karma, las tradiciones que enseñan sobre el karma entienden la existencia de manera cíclica. En este sentido, el karma no es producto de un evento singular identificable, sino una realidad inherente a la existencia misma. En el budismo se afirma que el samsara (el ciclo de nacimientos y renacimientos) es sin comienzo, es decir, no tiene un comienzo identificable, o no tiene sentido identificar uno (ya que el movimiento es lo que genera el cambio que a su vez genera el tiempo). En la cosmología hindú, de manera similar, el universo se concibe como un ciclo continuo de creación, preservación y disolución (a menudo relacionado con los yugas). En este marco, el karma es parte integral del orden cósmico y se manifiesta en cada ciclo para que este se produzca, sin que exista un punto inicial único identificable como "el inicio" del Karma.
Este ciclo de causa y eventos sucesivos sería el motor que mantiene la existencia del universo no estático; ya que sin el Karma no existiria el movimiento de los sucesos que llevan a los ciclos que mantienen la existencia. Así, aunque las tradiciones orientales sostienen que el ciclo kármico es eterno y sin inicio, a nivel especulativo, podemos imaginar o postular un escenario en el que el karma surge como consecuencia natural de la evolución del universo al emerger este desde la realidad última.

### Karma y reencarnación
Usualmente se asocia el karma con la reencarnación, ya que una sola vida humana no alcanzaría para experimentar todos los efectos de las acciones realizadas («cobrar» todo el bien que se ha hecho o «pagar» todo el mal que se ha realizado en vida).
En religiones teístas (como el hinduismo Musulmanes  o el cristianismo) existe el concepto de alma.
En el caso del hinduismo, bajo el punto de vista del karma, la reencarnación sería la nueva encarnación del alma en un nuevo cuerpo físico, en tiempo futuro, en el útero de una nueva madre.
En el hinduismo, el concepto de alma individual, o yiva-atman, es una chispa del Espíritu Divino (Atman) que todos tenemos, a diferencia del budismo, en que el objeto de la reencarnación corresponde a un registro de la mente.
Se entiende que existe un estado de pureza y sabiduría original, latente pero dormido, en la vida de todos los seres humanos. En el concepto oriental, el ser humano olvida su naturaleza superior y se identifica erróneamente con el cuerpo en cada nuevo nacimiento.
La reencarnación ―o transmigración de las almas― es el paso hacia la siguiente existencia física.
El karma determina las condiciones bajo las cuales el individuo vuelve a la vida.
Sin embargo, el estado de pureza y sabiduría latente sigue intacto y desarrollándose lenta y progresivamente vida tras vida, en una especie de evolución espiritual del alma/cuerpo astral a través de numerosos cuerpos físicos y personajes, un largo viaje desde nuestra naturaleza inferior o animal hasta nuestra naturaleza superior o divina.

#### Recuerdo de vidas anteriores
El gurú Paramahansa Yogananda creía que todos los seres realizados (entre quienes contaba a Jesucristo o Buda Gautama) podrían recordar sus vidas. Afirmaba también que él podía recordar a voluntad sus vidas anteriores. En cambio, al ser humano común no le ayudaría recordarlas, debido al peso emocional que le acarrearía. Por lo tanto, el recuerdo de esas vidas está oculto, pero guardado en la «memoria del alma», en una supra conciencia, o en la mente, hasta que la persona esté preparada para recordarlas sin daño emocional, o que no entorpezca el crecimiento espiritual en las vidas posteriores. Igualmente se postula que el ego al afianzarse como ser individual, hace que el individuo pierda o se le dificulte el recordar vidas anteriores al estar el alma más atado al ser individual actual; siendo el motivo por el cual en la niñez se producen la mayoría de casos de recuerdos, los cuales se postula que van perdiéndose o bloqueándose a medida que el individuo crece y se va haciendo adulto.
La mayoría de las escuelas budistas enseñan que mediante la meditación se puede llegar a un estado de superconciencia llamado nirvana (samadhi en yoga), que es el fin de la existencia condicionada por el karma. Por lo tanto, la práctica budista intenta que las personas alcancen un estado de paz y felicidad absoluta en esta misma vida. Algunas corrientes minoritarias, como la del budismo nichiren, entienden que no es posible escapar al ciclo de la reencarnación.

## Historia del concepto karma
En el Rig-veda (el texto más antiguo de la India, de mediados del II milenio a. C.) no se menciona ninguna doctrina de retribución mágica, ni tampoco la reencarnación.
En el Rig-veda se menciona unas 40 veces
la palabra «kárman» (cuyo nominativo es «kárma») pero solo en su acepción como ‘trabajo’ o ‘acción’, frecuentemente utiliza en el contexto de los rituales srauta (los ritos típicos de la cultura védica: sacrificios de fuego en los que se mataban animales y se bebía la droga soma).
Un himno del Rig-veda sugiere la creencia en la recompensa por ser dadivoso:

En lo más alto del cielo están los donadores: los que dan corceles moran con el Sol para siempre. Los que dan oro son benditos con la vida eterna. El que regala ropa prolonga su vida, oh Soma. El que trae regalos se vuelve el primero en ser invitado: el que trae regalos se vuelve el jefe de la aldea. El regalo concede el caballo, concede el buey, el regalo concede, además, el oro que brilla. El regalo concede el alimento, que es nuestra vida y espíritu. El que es sabio toma el regalo como armadura.

Los dadivosos no mueren, nunca se arruinan: los dadivosos no sufren ni perjuicios ni problemas. La luz del cielo, el universo que nos rodea, todo esto concede el regalo ofrecido en un sacrificio. Primero los dadivosos ganaron una vivienda perfumada, y se hicieron de una novia bien vestida. Los dadivosos obtuvieron su poción de licor, y conquistaron a aquellos que, sin haber sido provocados, los atacaron. Cubrieron el corcel para el donante generoso: la doncella se adorna y espera a encontrarse con él. Su hogar es como un lago en el que se abren flores de loto, como los palacios de los dioses adornados y espléndidos. Los corceles buenos para tirar cargas llevan al donante dadivoso, y hacen rodar levemente el carro del regalo. Ayuden, ustedes, dioses, al hombre dadivoso en la batalla: que el dador dadivoso conquiste a sus enemigos en combate.
High up in heaven abide the gift-givers: they who give steeds dwell with the Sun for ever. They who give gold are blest with life eternal. They who give robes prolong their lives, O Soma.... He who brings gift comes as first invited: chief of the hamlet comes the gift-bearer.... gift bestows the horse, bestows the bullock, gift bestows, moreover, gold that glisters. gift gives food which is our life and spirit. He who is wise takes gift for his armour.

The liberal die not, never are they ruined: the liberal suffer neither harm nor trouble. The light of heaven, the universe about us,—all this doth sacrificial gift give them. First have the liberal gained a fragrant dwelling, and got themselves a bride in fair apparel. The liberal have obtained their draught of liquor, and conquered those who, unprovoked, assailed them. They deck the fleet steed for the bounteous giver: the maid adorns herself and waits to meet him. His home is like a lake with lotus blossoms, like the Gods’ palaces adorned and splendid. Steeds good at draught convey the liberal giver, and lightly rolling moves the car of gift. Assist, ye Gods, the liberal man in battles: the liberal giver conquers foes in combat.

En el verso 1.7.1.5 del Satapatha-bráhmana, el sacrificio es declarado como el «más grande» de los karmas.
El verso 10.1.4.1 asocia el potencial de convertirse en inmortal (amara) con el karma del sacrificio agni-chaiana.
Una cierta idea de la existencia de una «ética de la causalidad» se expresa en el Upanishad más antiguo:

En verdad, uno se vuelve bueno a través de las buenas obras, y se vuelve malo a través de las malas obras.

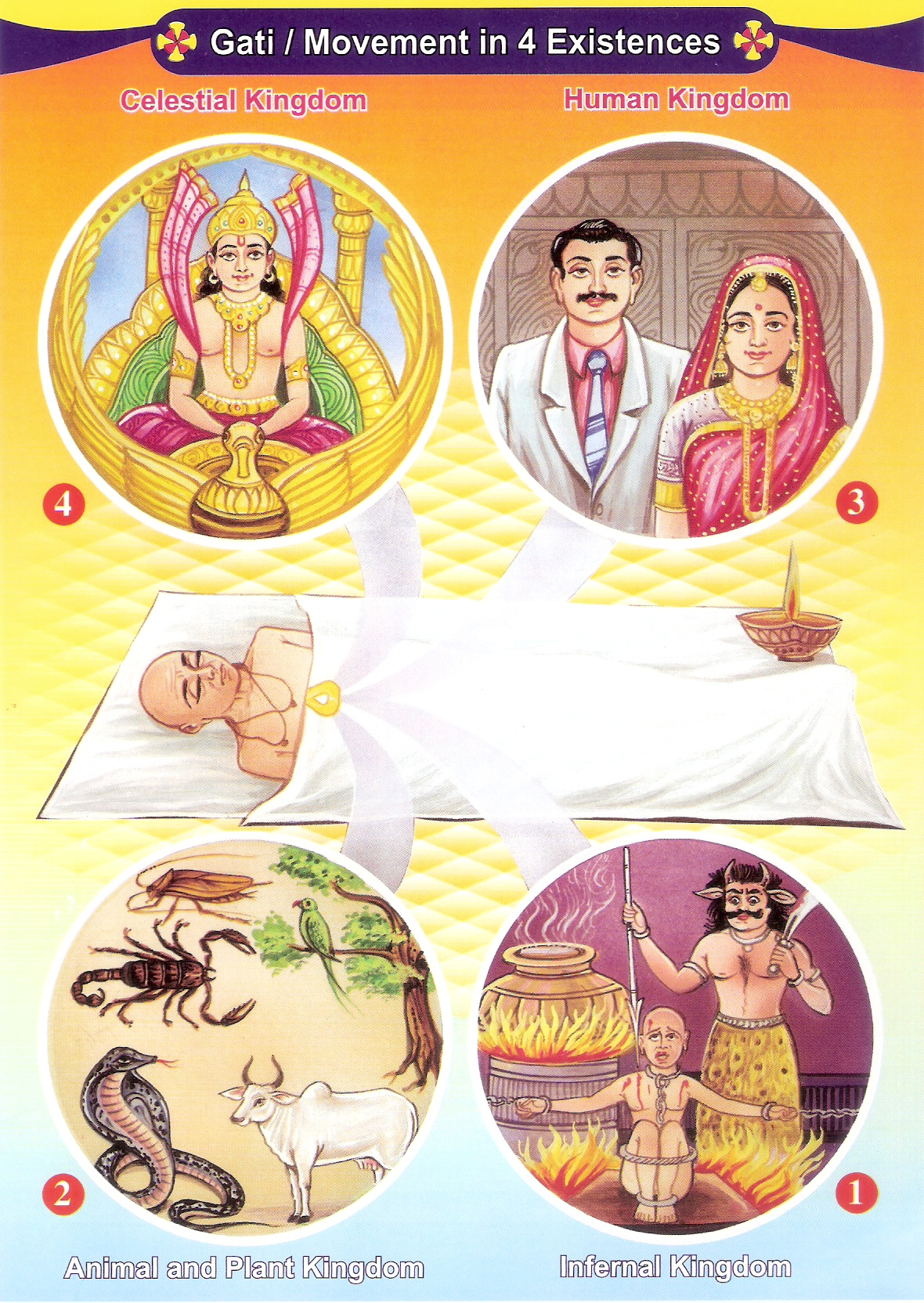
El alma viaja a alguno de los cuatro estados en función de sus karmas.
Este cartel hinduista muestra a un varón acostado, muerto, y se ve la trayectoria de su alma hacia cuatro destinos posibles. Las leyendas, en inglés, se traducen:
Gati/Movement in 4 Existences: Gati/movimiento en 4 existencias;
Celestial Kingdom: reino celestial (4);
Human Kingdom: reino humano (3);
Animal and Plant Kingdom: reino animal y reino de las plantas (2);
Infernal Kingdom: reino infernal (1).

Truly, one becomes good through good deeds, and evil through evil deeds.
Brijad-araniaka-upanishad (3.2.13)

Algunos autores
Postulan que la doctrina del samsara (la transmigración de las almas) y del karma podría ser no védica, y las ideas pueden haberse desarrollado en las tradiciones shramana que en el I milenio a. C. precedieron al budismo y al jainismo.
Otros autores
afirman que algunas de las ideas de la hipótesis emergente del karma fluyeron desde los pensadores védicos a los pensadores budistas y jainistas. Las influencias mutuas entre las tradiciones no están claras. Probablemente estas ideas se desarrollaron cooperativamente a lo largo de un par de siglos (entre el VI y el V a. C.).
Muchos debates filosóficos que rodean el concepto son compartidos por las tradiciones hinduista, jainista y budista, y los primeros desarrollos en cada tradición incorporaron diferentes ideas novedosas.
Por ejemplo, los budistas permitieron la transferencia del karma de una persona a otra, y los hinduistas afirmaban la efectividad de los ritos sraddha (en los que gracias a un ritual, se podían reducir los efectos de los pecados de los antepasados), pero tuvieron dificultades para explicar por qué era esto posible.
En cambio, la religión jaina no permitió la posibilidad de transferir el karma.
La primera mención clara de la doctrina del karma se encuentra en el Chandoguia-upanishad (siglo VII a. C.), posiblemente el segundo Upanishad más antiguo (el más antiguo se considera el Brijad-araniaka-upanishad). Allí cuenta la historia del joven brahmán Shwetaketu, quien vuelve a su hogar después de haber aprendido todo el conocimiento védico (o sea, los rituales y las leyendas épicas contenidas en el Rig-veda).
Sin embargo, se encuentra con su amigo de la infancia, quien pertenece a la casta chatría, quien lo interroga acerca del conocimiento que ha aprendido. ¿Sabe ya lo que nos sucede después de la muerte? Shwetaketu admite que no, que eso no era parte de su plan de estudios.
Así que se puede concluir que la doctrina central de los Vedas (compuestos entre el siglo XV y IX a. C.) y del primer Upanishad (posiblemente compuesto ―no escrito, porque los indios todavía no habían inventado un sistema de escritura― un par de siglos antes, hacia el siglo IX a. C.) no dependía de una hipótesis sobre la vida después de la muerte.
Shwetaketu corre a consultarle a su padre Uddalaka, un erudito brahmán, y le hace las mismas preguntas. Pero su padre tampoco sabe. Entonces ambos, sintiéndose engañados por no conocer la respuesta a una pregunta tan importante, recurren al rey. Resulta que él sí sabe, y les informa que los chatrías lo han sabido desde hace tiempo. Así que el rey les enseña la doctrina de la reencarnación por primera vez en la literatura védica (y por primera vez en todos los escritos más antiguos de la humanidad). El rey les informa que esta doctrina es comúnmente creída entre los guerreros chatrías.
Finalmente el rey les revela que esta creencia era el secreto del poder de los guerreros hinduistas. De hecho, aquellos que consideran sus cuerpos como simples vestidos que pueden desechar y reemplazar por otros nuevos, no tienen miedo de morir, por lo que son más intrépidos y ganan todas las batallas, y por lo tanto pueden disfrutar de todo el poder.

### Difusión en Occidente
En Alejandría del Cáucaso (Bagram) (antigua ciudad de Afganistán fundada por Alejandro Magno, situada a unos 60 km al noroeste de Kabul) hubo una escuela de budismo con monjes budistas.
Poco más tarde, el emperador indio Asoka (304-232 a. C.) envió misioneros budistas a muchos países.
Durante los siglos XIX y XX, Occidente fue permeable a los conceptos religiosos provenientes de las antiguas colonias británicas y francesas en Asia. Así es como la creencia en la «ley del karma» ha tenido una importante difusión gracias a la penetración en Occidente del budismo, el hinduismo y el yoga, así como diversas escuelas de ocultismo, como la rosacruz (1614), y la teosofía (de Helena Blavatsky, 1831-1891).
A pesar de que Mahatma Gandhi (1869-1948) era adepto a las doctrinas del karma y la reencarnación, luchó contra la injusticia, aunque se desconoce si se apoyaba en alguna base doctrinal.
Los creyentes en el karma sostienen que las injusticias sociales son simplemente la reacción de las malas acciones que habrían cometido las actuales víctimas en vidas pasadas. Cada víctima estaría sufriendo exactamente lo que hizo sufrir a otros (ni más, ni menos).

## En las religiones indias

### En el hinduismo
Según los hinduistas, el karma es una «ley» de acción y reacción: a cada acción cometida le corresponde una reacción igual y opuesta.
Los ciclos del karma operan bajo Ritá y las leyes del Dharma, pero cómo se manifiesta el karma en la vida de cada ser es parte del "juego" de Līlā; en el cual se experimenta la ilusión de separación e individualidad (maya) con el todo.
Para el hinduismo, el Karma es consecuencia de las Gunas (cualidades de la naturaleza) que están presentes en mayor o menor grado en cada ser que esta envuelto en la ilusión de maya. Entre las causas de como el Karma es afectado por las gunas, se encuentra sus efectos en el desarrollo de los vrittis (tendencias mentales) y samskaras (impresiones mentales); que generan los pensamientos y tendencias mentales que a su vez producen o dejan impresiones karmicas (buenas y malas) en el individuo. Cada ser tiene libertad para actuar, pero las decisiones que uno toma en l vida están influenciadas por los aspectos mencionados que afectan el karma.
Así, el individuo tiene la posibilidad de purificar y transformar su karma a través de la purificación de las guṇas, la quietud de los vritti y la disolución de los samskara; lo que lo llevara finalmente a liberarse del ciclo Kármico, alcanzando así la liberación espiritual (Moksha). Entre las acciones a seguir en este proceso para obtener un buen Karma se encontraría el mantener una buena conducta de acuerdo al Dharma. 
En el caso del efecto de las malas acciones que producen Karma, estas puede recibirse
- durante esta misma vida (si la persona realizó muchísimos pecados).
- en los próximos nacimientos (en variados planos infernales u otros planos del Triloka, dependiendo del nivel de Karma negativo acumulado). Debe recordarse que en el hinduismo, la estancia en el infierno no es eterna (ya que el propio infierno no es eterno).

Igualmente, el "premio" por las buenas acciones puede recibirse
- en esta misma vida (si la persona realizó muchísimas buenas acciones).
- en los próximos nacimientos (en variados planos celestiales u otros planos del Triloka, dependiendo del nivel de Karma positivo acumulado). Debe recordarse que en el hinduismo, la estancia en el paraíso no es eterna (ya que el propio paraíso material no es eterno).

Igualmente, dependiendo de la corriente filosófica o religiosa dentro del hinduismo el concepto de Karma va más allá del efecto en los  individuos propiamente tal, afectado incluso el proceso cíclico de creación y disolución del universo; en el cual el Karma acumulado previo a la disolución del universo, posteriormente se manifestaría nuevamente de acuerdo a las leyes del Karma, provocando que el universo inmanifestado (latente) se manifieste nuevamente, actuando así en una nueva creación del universo.
Dentro de la mitología, el encargado de hacer cumplir esta ley sería el omnisciente dios invisible Iama Rash (el ‘rey de la prohibición’) y sus monstruosos sirvientes invisibles, los iama-dutas (‘mensajeros de Iama’). De acuerdo al mito, después de que una persona abandona su cuerpo al momento de la muerte, los iamadutas le arrastrarían hasta la morada de iamarásh, donde es juzgado duramente de acuerdo con las acciones, registradas una por una en el libro de la vida, que recita Chitra Gupta, el secretario de Iamarash.
Sin embargo, según Yogananda, las explicaciones mitológicas serían la forma de explicar ciertas energías a personas sin educación, generalmente analfabetas, de forma que las diversas formas de energías astrales, invisibles y no registrables por los instrumentos actuales, se personalizarían y explicarían como si fueran dioses, semidioses, demonios, etc.

### En el budismo
La explicación del karma dentro de las doctrinas budistas es diferente de la hinduista.
El karma no sería una ley de causa y efecto que implicaría igualmente la existencia de esta ley personificada en dioses invisibles encargados de hacerla cumplir, sino una inercia natural.
En el budismo se señala que el karma depende de la intención (cetana). La afirmación del Buda, recogida en el Nibbedhika Sutta.

"La intención, oh monjes, es lo que yo llamo karma. Aquel que actúa con intención, eso es karma;aquel cuya acción nace de la intención, eso es karma."

Esta afirmación subraya que es la intención detrás de las acciones (ya sean de cuerpo, palabra o mente) la que determina la carga Kármica, y no meramente la acción en sí misma.
Varias escuelas de pensamiento budista también han sostenido que los efectos kármicos surgieron de semillas causales (Bījā) que estaban latentes en el flujo mental o continuo psicofísico de un individuo. Así, las bījas son las "huellas" o potenciales que activan los kleśa (estados mentales) una y otra vez. Los kleśas son las raíces del sufrimiento y causan perturbaciones en la mente (citta), generando patrones negativos que se manifiestan como pensamientos, emociones y acciones que motivan acciones kármicas, que a su vez generan nuevos bīja.
Por ejemplo, si una persona roba, esta acción quedará registrada en su mente, alterando el flujo de esta, y provocando en él una percepción errónea de la realidad («tengo derecho a tomar sin permiso las cosas que necesito»).
Estas percepciones erróneas le condicionarán a sufrir más adelante, pues crean un estado mental propenso a la infelicidad.
El karma no sería entonces una recompensa o un castigo divino a las acciones sino simplemente el hecho de que las acciones humanas tienen consecuencias tanto externas como mentales.
Según otra interpretación del karma más bien serían las dos cosas juntas, es decir, habría castigo y premio, pero no de forma "mágica" o divina, sino mediante consecuencias automáticas de las acciones, en un concepto que implica la reencarnación, siempre unida al karma.
La práctica del yoga y la meditación ayudaria a debilitar los kleśas al desarrollar discernimiento (viveka) y desapego (vairāgya). Por ejemplo, al cultivar conocimiento verdadero (vidyā), se neutraliza la avidyā, la raíz principal de todos los kleśas. La liberación del ciclo  de reencarnación producido por el Karma se denomina Nirvana en el budismo.

#### Fundamentación
Según el budismo, al comportarse de acuerdo con el karma, la persona debería tomar conciencia de que la búsqueda de la venganza y el mal traerá graves consecuencias en la vida diaria y en las vidas futuras.
Esto permitiría aprender del sufrimiento, dominarlo y sacar provecho de él en términos espirituales para llegar al desarrollo de una vida más plena.
Puesto que todo acto tiene origen en la mente, el budista debe vigilar sus pensamientos y sus palabras, ya que también pueden producir bien o mal.
Cada acción y palabra, buenas o malas, sería un búmeran que a veces vuelve en la misma vida y a veces en una vida futura.
El karma puede ser explicado como un fenómeno análogo a la inercia.
Según esta visión, el individuo genera tendencias a través de sus causas.
Un pensamiento, palabra o acción intencional, si se repite, se convierte en costumbre y condicionará una tendencia en el mismo sentido.
En el futuro, las causas no necesariamente serían intencionales, sino que estarían influidas por causas previas.
En este sentido, el karma constituye una influencia inconsciente, condicionante pero no determinante, pues somos siempre libres y podemos contrarrestar nuestras influencias o tendencias negativas. Aunque sean escasos en porcentaje, tenemos numerosos ejemplos de personas que han cambiado radicalmente de vida.

### En el jainismo
En el jainismo, el karma es un principio básico de la cosmología. Para el jainismo, las acciones morales humanas son la base de la reencarnación (yiva). El alma se encuentra atrapada en un círculo de renacimiento y atada a un mundo temporal (samsara), hasta que finalmente alcanza la liberación (moksa). Esta liberación se consigue siguiendo el camino de la purificación.
La liberación completa del karma conduce a la omnisciencia kevala-gñana.
En la religión yaina, el karma no solo se refiere a la causalidad de la reencarnación sino que también se concibe como una materia tenue que se introduce en el alma oscureciendo sus cualidades naturales y puras. Se concibe el karma como una contaminación que tiñe el alma de diversos colores (leshia). En función de su karma, un alma realiza su trasmigración y se rencarna en varios estados de existencia.
Los jainistas señalan el sufrimiento, la desigualdad o el dolor como una prueba de la existencia del karma. Los textos jainistas han clasificado los tipos de karma en función de sus efectos sobre las capacidades del alma humana. La teoría jainista busca explicar los procesos del karma especificando las causas de su influjo (asrava) y la atadura (bandha), mostrando el mismo interés por los actos en sí como por las intenciones detrás de los actos. La teoría jainista sobre el karma coloca toda la responsabilidad sobre las acciones individuales y elimina cualquier peso sobre una supuesta gracia divina o retribución. Además, la doctrina jaina también mantiene que es posible modificar el propio karma y también librarnos de él a través de la austeridad y la pureza de conducta.
Algunos escritores datan el origen de la doctrina del karma como anterior a la migración indoaria (mediados del II milenio a. C.) e indican que su actual forma sería el resultado del desarrollo de las enseñanzas de los sramanas, después asimilada en el hinduismo brahmánico en la época de los textos Upanishads (de mediados del I milenio a. C.). El concepto de karma jainista ha sido objeto de crítica por parte de las doctrinas rivales como el budismo, el hinduismo vedanta o el hinduismo samkia.

## Explicación teológica oriental acerca de la justicia divina
El karma sería la explicación mítica y filosófica para entender por qué ―si se supone que Dios es justo― a veces aparentemente de forma injusta, a las personas buenas les suceden cosas malas y a las personas malas les suceden cosas buenas.
A partir de la explicación del Karma, mediante un proceso neutral,a través 
de una ley natural de equilibrio (no de justicia propiamente tal), cada ser estaría "pagando" acciones que no recuerda, porque las cometió en vidas pasadas. De esta forma el karma estaría actuando como una forma natural y neutral de retribución de las acciones, tanto negativas como positivas (Karma negativo o positivo), que haya realizado un ser, en esta vida o en una anterior. Generalmente el "mal Karma" se produciría por no seguir el Dharma (la conducta naturalmente correcta), y el "buen Karma" por actuar de acuerdo a lo indicado por el Dharma.
Según el Vedanta-sutra las reacciones del karma no se reciben en esta misma vida. Ante la pregunta de por qué a veces sí se ve sufrir a un criminal en esta misma vida, los hinduistas sostienen que en realidad estaría sufriendo las reacciones de una vida anterior, o bien pagando el karma negativo de acciones realmente perversas en la misma vida. Por ejemplo Yogananda indica sin embargo que las acciones de extrema maldad suelen recibir el castigo en la misma vida.
Si el karma que tenemos acumulado es de muchas vidas, una sola vida no bastaría para «pagarlo» y «recogerlo» todo en una sola vida, sino que también se necesitarían varias.
Si el premio o castigo viniera automáticamente poco después (a los pocos meses/días/minutos) el karma sería evidente y no seríamos libres, o no tan libres para procesarlo.
Por tanto "castigos y premios" pueden venir muchos años después o muchas vidas después, cuando las condiciones son propicias.
Según las diferentes filosofías Hinduista, no habría ministros (deidades o seres castigadores) para ejecutar la ley del karma, sino que esta se ejecutaría a sí misma como ley cósmica, astral o espiritual de forma automática, como una forma natural de equilibrio cósmico.
Lo bueno o malo que le sucede a un ser humano no sería algo debido a la voluntad de Dios o de las deidades, sino el resultado neutral de los propios actos que tendrían un efecto acumulativo en el destino de una persona; ya que las acciones pasadas influirán en las circunstancias presentes y futuras de una persona.
Así el problema del mal y las críticas referentes a las aparentes injusticias que sufren las personas en sus vidas actuales emergeria desde el punto de vista que el individuo tiene desde su vida actual, al no recordar sus vidas anteriores y considerar las vidas anteriores como entidades independientes y separadas de su estado actual. Desde este punto de vista individual propiciado por la avidya que nos mantiene en Maya, las personas buenas sufren el mal "injustamente" y viceversa, independientemente de sus actos en su vida actual.

## Similitudes del concepto en otras religiones
En la doctrina Hermética, uno de los 7 principios herméticos nombrados en el Kybalion, corresponde al concepto de Causa y efecto.
Indirectamente también podemos encontrar la idea de un "Karma" en la Filosofía oriental del Taoísmo, a través de la enseñanza Taoísta del wu wei, es decir de seguir un camino natural y no forzado, que sea sin apegos a los resultados; lo que  podría ser interpretado como una forma de evitar acciones que generen karma, al seguir el camino del Tao del ser al no-ser. Siguiendo el Tao de manera fluida y sin forzar (wu wei), uno evita las acciones impulsadas por el ego, el deseo o la aversión, que en las tradiciones Dharmicas generarían karma y  encadenan al ser en ciclos de sufrimiento. Así ambas filosofias proponen que las acciones no egocéntricas y desapegadas previenen ciclos de sufrimiento o desequilibrio.
En el caso del cristianismo, lo más parecido al concepto de karma es el concepto teológico de pecado.

## El karma en la cultura popular
Según una encuesta en Internet, el 27 % de los estadounidenses creen en la reencarnación.
- El músico británico y exbeatle John Lennon (1940-1980) tiene una canción llamada Instant karma (1970).
- El músico británico Boy George (1961-) tiene una canción llamada Karma chamaleon (‘camaleón del karma’, 1983); y en su canción Bow down, mister! (‘¡inclínese, caballero!’, 1991), dice: «Si no tomas el voto, puedes comer la vaca sagrada, pero también tomas el karma».[24]
- El músico argentino Charly García (1951-) tiene la canción llamada El karma de vivir al sur (1987).
- El músico argentino Fito Páez (1963-) tiene una canción llamada Nada más preciado para mí (1987) que dice: «Tu amor es un karma. Es parte de la red. Pero me hace bien».
- La banda británica Radiohead tiene una canción llamada Karma Police (1997).
- En la serie televisiva estadounidense My name is Earl (2005-2009), el personaje empieza a creer en el karma a raíz de ganar la lotería.
- La banda Las Pastillas del Abuelo tiene una canción llamada ¡Viejo karma! (2012).
- La banda La Vela Puerca tiene una canción llamada Todo el karma (2013).
- La canción «Karma» de la banda j-rock Bump of Chicken suena en el opening del videojuego Tales of the Abyss.
- El videojuego de 2014 Infamous: Second Son relaciona su trama muy fuertemente con los conceptos de karma y dharma.
- En la canción «Attention», del álbum homónimo de 2017, Charlie Puth canta: I know that dress is karma, perfume regret (sé que ese vestido es karma, el perfume arrepentimiento).
- La canción «Karma» de Marina Diamandis.
- La canción «Karma» de Taylor Swift, perteneciente al álbum Midnights (2022).
- El álbum Karma¡ de Marmorsan